# Caracas 92.9 FM
Radio Caracas 92.9 FM, mejor conocida como 92.9 Tu FM, fue una emisora de radio venezolana muy popular que transmitía en Frecuencia Modulada por la frecuencia de los 92.9 MHz desde Baruta, Estado Miranda y a su vez parte del Distrito Metropolitano de Caracas desde 1989. Formaba parte del conglomerado de medios Empresas 1BC.
La emisora estaba orientada hacia el público juvenil y adulto joven caraqueños, con estilos musicales Pop, Rock, Ska, Folk, entre otros; no obstante, luego del año 2000 empezó a transmitir géneros de ritmos tradicionales del folclore venezolano, como el Joropo, el calipso, y otros ritmos musicales tradicionales, en cumplimiento de la Ley de Responsabilidad Social en Radio y Televisión.
Se caracterizó por la creación de programas de participación, entrevistas, humor. Fue «pionera como fuente de entretenimiento e información para las nuevas generaciones» de jóvenes y adolescentes.
El 26 de agosto de 2017, Conatel cesó la emisión de la señal de la emisora, con el argumento de que tenía la concesión vencida desde el año 2005, siendo esta la misma premisa que se utilizó para el cierre emisores y canales de televisión no afines al gobierno venezolano.

## Historia

### Inicios y primera década
"Caracas 92.9 FM" o mejor conocida como Tu FM 92.9 nace en julio de 1989 en manos del Grupo 1BC al paralelo de varias emisoras de otros dueños que estaban naciendo ese mismo año, justo luego del Caracazo, mientras se iniciaba la explotación comercial de la FM en Venezuela, convirtiéndose así en una de las primeras emisoras en transmitir por la Frecuencia Modulada ya que a principio de 1988 en Venezuela no existía emisoras FM, siendo de esta forma una de los pocas naciones del mundo para esa fecha en no tener emisoras en dicho espectro de ondas hertzianas.
La emisora llegó con poca competencia, no había casi rivales FM, y se oriento en inicio al target juvenil, sector de la población que antes del inicio de esta emisora y de la FM como tal en Venezuela en 1988, recurría a otras emisoras del espectro radial AM, entre estas Radio Caracas Radio (RCR) y a lugares de fiestas caraqueños.
El público caraqueño no conocía la calidad sonora que este tipo de transmisión ofrecía, solo aquellos que habían viajado fuera del país o los que en las costas litorales del país habían captado emisoras radiales de Curazao, así que, con ninguna experiencia del público en la FM, el nacimiento de estas emisoras y su excelente calidad auditiva causó un gran revuelo y aceptación.
En este boom de las emisoras FM fue entre 1990 y 1999 antes de la masificación del Internet en Venezuela que inició a principio de 2000, y fue aquí donde la 92.9 FM jugó un rol importante y crucial en su aporte al estilo radial y musical del Caraqueño Capitalino Venezolano, rescatando el concepto de la radio tradicional como tal, Radio novelas, concursos, participación telefónica, bromas pesadas, y programas todo el día, copiando algunas fórmulas de otros países pero también agregando bastante caldo genuino y espontáneo de los creativos nacionales, imponiendo un estilo radial y musical único y característico de este dial.
La región capital, en ese entonces Distrito Federal, y sus radioescuchas, estaba dividido en estilos radiales bien marcados como los de: 92.9 FM el cual abarcaba esa juventud rebelde, libre, alegre, con gusto hacia ritmos anglosajones pero interpretado a lo latino, Rock Latino o el famoso llamado Rock Nacional, término inventado por Alfredo Escalante,  o el estilo de Estrella 96.3 FM con géneros rítmicos latino, festivo, alegre, también juvenil pero que captaba a otros sectores y gustos musicales de la sociedad por ejemplo Merengue y Salsa, o el estilo de Hot 94.1 FM que venía a competir con el estilo de la 92.9 FM generando otra personalidad en el espectro radial complaciendo gustos más anglosajones por ejemplo con Rock en Inglés.
En aquella década inicial no solo existía una competencia entre emisoras, sino también una competencia en la forma de hacer radio por parte de los moderadores o locutores. Podemos mencionar algunos como Eli Bravo, de otra emisora, que con su energía y humor capto gran público juvenil, Luis Chataing en su comienzo con 92.9 FM, el cual con su hablar extremadamente rápido logró impregnar de energía las mañanas caraqueñas captando otro sector de la sociedad juvenil de aquel entonces, Gonzalo Fernández de Córdova, de otra emisora, que con sus concursos, retos y su famoso ¡Yesssss! atrajo la curiosidad participativa del público ansioso de cosas nuevas, entre otros tantos más como Erika de la Vega, Guillermo Tell Trocóniz y un sin fin de locutores de principio de la década de los 90 que marcaron estilos únicos que más tarde nuevas generaciones de locutores tratarían de imitar.

### Controversias
La emisora desde el comienzo tuvo controversias por los mensajes, la programación y estilo que tenía ya que esto caía mal entre grupos conservadores o nacionalistas. La emisora desplegó por ejemplo durante 1997, 1998, 1999 y 2000 el eslogan "100% libre de gaitas" justo en la época decembrina, esto en referencia a la casi uniformidad de emisoras venezolanas que transmitían gaita zuliana en diciembre y a lo que la emisora planteaba como un acto de rebeldía en temas de gustos.
Existió muchos eslóganes o consignas por ejemplo “de fruta madre” como queriendo decir “de puta madre” o "En Semana Santa te levantamos la carpa" con un doble sentido evidente, entre otros, siempre con algo de rebeldía juvenil y usando el camuflaje de palabras ante la legislación antigua de medios, antes del surgimiento de la Ley Resorte en 2004, que impedía el uso de groserías, disimulo y juego de palabras que era costumbre en todos los medios y se hacia siempre con mucho humor y moderación.
El humor planteado era muy regional siempre haciendo referencia a temas principalmente comprensibles para los habitantes de la Región Capital, como hablar de las camioneticas caraqueñas, estaciones de metro, el uso jerga caraqueña, o incluso criticar las gaitas, cosa que se hacia sin intención de perjuicio hacia las tradiciones Venezolanas pero que pudiera generar incomodidad en algún marabino que lo escuche.
Para entender un poco la emisora y todo el humor que se planteaba a diario en ella, había que tener cierta continuidad como radioescucha ya que muchos de sus chistes provenían de un chiste anterior que venía de otro chiste anterior por ej, con el caso de la Madre Teresa de Baruta que siempre el chiste planteado estaba vinculado al anterior.
Cada cierto tiempo la emisora lograba tener algún tema o suceso en la opinión pública que la impulsaba al primer lugar en sintonía dentro de la ciudad, por ejemplo, la salida abrupta de Luis Chataing de la emisora en 1998 que hizo a muchos enterarse de que existía un programa matutino llamado Monstruo de la Mañana, quizás algún programa nuevo vinculado a una personalidad de la emisora, o incluso casos como el de una canción improvisada por uno de los locutores creada en un programa de la emisora y que iba dirigido hacia el transporte público venezolano de aquella época (año 2000) llamada agarra tu camionetica mamita la cual se convirtió en algo viral para aquella época y era solicitada en otras emisoras, pese a que estas otras señales de radio no podían transmitirla por ser publicidad directa a esta emisora 92.9 FM.
También se hicieron famosos algunos jingles en época electoral como vota niño, haciendo referencia al Niño Jesús donde se hizo un rap en contra del famoso y popular personaje navideño Santa Claus o Papa Noel alegando que la conducta del personaje fue irregular durante la Navidad y que por el contrario la tradición venezolana del Niño Jesús que trae los regalos (poco conocida en otros países) era mejor y de mayor confiabilidad por lo que había que votar por esta tradición y no por la de Santa Claus. Este es un debate que no existe realmente en la sociedad Venezolana sino de manera humorística en este RAP, pues cada quien tiene su tradición bien marcada y no hay en la sociedad Venezolana esa discusión, hay quien inculcara en los infantes la creencia de que es el niño Jesús que vino con los regalos y hay quien inculcara la creencia de que es Papa Noel el responsable de esta tarea, pero un debate de cual es mejor tradición no existe.

### La Madre Teresa de Baruta
La emisora tenía simbólicamente un personaje creado por ellos mismos, irónico, amargado y malintencionado llamado la Madre Teresa de Baruta, algo similar de nombre a la Madre Teresa de Calcuta, pero era de Baruta, lugar donde estaba la sede de la emisora. Se trataba de una mujer conservadora que intentaba vengarse constantemente de la 92.9 FM por el supuesto daño que le causaba a la sociedad esa emisora, haciendo maldades y llevando a cabo planes malintencionados para este dial. Esto era presentado en sketches de humor de corta duración 3 a 5 minutos (micros) al estilo de una radio novela el cual tenía historia y continuidad entre los capítulos y aparecía en medio del espacio publicitario radial. Estos sketches tenían una similitud en las comiquitas de Tom y Jerry o El Correcaminos en que todo le salía mal a la Madre Teresa de Baruta y nunca lograba tener éxito en su plan macabro contra la emisora jurando así vengarse con más ahínco la próxima vez. Madre Teresa de Baruta: "Uuuyy es que odio la 92.9 FM, me las van a pagar, lo juro, me las van a pagar".
Años más tarde el personaje evolucionó y aunque mantenía el mismo odio hacia la emisora, ya no intentaba llevar su venganza a cabo por medio de algún plan malintencionado, sino que la Madre Teresa de Baruta era una maestra de escuela y los alumnos eran los miembros de la emisora, por lo que ella desesperadamente trataba de ridiculizar al salón con preguntas fuertes y así demostrar la inepcia de ellos (la 92.9 FM) pero el salón (la 92.9 FM) siempre se salía con la suya respondiendo con gran conocimiento a la pregunta realizada por la maestra. De este modo el sketch también se convertía en un sketch de aporte cultural e informativo porque con la respuesta se instruía al público radioescucha con un tema en cuestión, cumpliendo con la misión de los medios de enseñar. Para entender esta evolución del personaje y el humor planteado al 100% había que tener cierta continuidad como radioescucha. Esto igualmente era presentado en sketches de humor de corta duración (micros) al estilo de una radio novela en medio del espacio publicitario radial. El sketch se llamaba "La escuelita no es tan bruta, con la Madre Teresa de Baruta".

### Una escuela radial
Grandes y conocidos locutores venezolanos tuvieron la oportunidad de trabajar en esta emisora de gran popularidad en la capital venezolana, e incluso, muchos se dieron a conocer en ella, Carmen Cecilia ("CC") Limardo, Celso Pineda, Tony Escobar, Alfredo Escalante, Luis Chataing, Mariela Celis, Ana María Simón, Erika de la Vega, Luis Alfredo Hernández, Guillermo Tell, Tom Monasterios, Nelson Matamoros, Alejandro Rebolledo, Manuel Sainz, Elene Kintana, Nelson Bustamante, Anabelle Blum, Elí Bravo, Fernando Rojo, Enrique Lazo, Fernando Carias, Alessio Mini, Rafael Cadavieco, José Antonio Castillo, Daniel Carles, Kike Vallés, Vanessa Archila, Noliyú Rodríguez, Marielena González, Nathaly Ordaz, Guillermo Zambrano y Pericles Sánchez entre otros.

### Segunda y tercera década
En su segunda década de la emisora (entre los años 2000 y 2010) nuevos componentes estaban sobre la mesa. Una nueva legislación regia los medios nacionales, la ley RESORTE, que para algunos limitaba la libertad de expresión, también, nuevas tecnologías masificantes como el Internet, sumado a las tecnologías que simplificaban el intercambio de música de modo más personalizado, como el Ipod, los pendrivers, los archivos descargables de mp3 y los celulares inteligentes,  la aparición de páginas webs como YouTube, Vimeo, Facebook, Twitter desplazaron a un segundo plano el nivel de interés colectivo sobre la FM como tal, incluso cuando esta emisora, 92.9 FM, se adaptó a los nuevos tiempos fluyendo con total normalidad sobre estas nuevas exigencias. De este modo, todas la emisoras siendo vista desde otro ángulo ya no eran el boom del momento aunque seguían y siguen siendo en Venezuela diales muy escuchado por su contenido humorístico, informativo, entretenimiento y musical. A esto se le agrega la importancia de los medios de comunicación en estos tiempos de crisis política prolongada que el país vive, lo que le da una importancia adicional a las FM, entre estas, la 92.9 FM mientras estuvo al aire. 
En sus últimos años de transmisión, la emisora jugó un papel importante en la sociedad al mantener informada y entretenida a la población, la cual teniendo muchas más alternativas que las que pudiera haber tenido como público en aquellos inicios de 1989, simplemente buscaba la facilidad de una señal FM que le ofrezca un contenido musical actualizado, variado y a gusto del que escucha.
Eventos
Esta emisora de radio no quedaba solo en entretener al público con sus programas, su humor, su creatividad sino que también se encargaba de organizar eventos participativos para la ciudad, generalmente para los habitantes cercanos a la emisora en algunos casos, y para toda la ciudad para eventos más importantes.
- La Octavita de Caracas en 1997, fue un concierto musical en el estacionamiento del Poliedro de Caracas con bandas musicales de gran trayectoria nacional en aquel momento, King Chango, Desorden Público en festejo de los ocho años de la emisora.
- 92% Libre de sol fue un evento participativo en 1998 pues ese año casualmente había un eclipse que ocultaría al sol en un 92% de su totalidad en Caracas, lo que promovió la idea de la emisora de organizar un evento para este suceso natural. Así fue que en la Plaza Alfredo Sadel se invitó a todo el público a participar en el evento 92% Libre de Sol.
- Diex de Caracas fue un evento participativo a finales de julio de 1999 (semana 26 al 31) con el público radioescucha, en los alrededores de la emisora en las mercedes, y por vía telefónica, todo esto en celebración de los diez años de la emisora promoviendo así concursos y demás.

Estos entre tantos otros como la Novena de Caracas para los nueve años de la emisora y los Quincex para los quince años de la emisora. 

### Cese de operaciones
Su última transmisión fue el 26 de agosto de 2017, cuando una comisión encabezada por CONATEL se aproximó en el lugar para exigir el cese inmediato de operación de la emisora dejando así fuera del aire sin previo aviso a este dial. La justificación o razón legal de CONATEL fue el vencimiento prolongado de la concesión radial.
La concesión o permiso que requiere dicha emisora para emitir según la legislación venezolana, estaba vencida desde más de 10 años, pero, 92.9 FM seguía transmitiendo. Desde el 2005, cuando se venció la permisologia en cuestión de la emisora, esta realizó todos los trámites correspondientes para renovar por otro periodo dichos permisos, sin embargo el gobierno se abstuvo de dar respuesta dejando en espera prolongada a la emisora, que ante la ausencia de una respuesta afirmativa o negativa simplemente siguió operando.
Doce años después, el gobierno decidió que no renovaría la concesión y por ende solicitó que la emisora cesase operaciones por señal abierta. Se dice que la no renovación y por ende el cierre por vencimiento de concesión fue un pretexto para sacar del aire la emisora, porque la misma tenía una tendencia fija antigubernamental e iba regularmente con ataques directos o indirectos contra el gobierno. De estos ataques realizados por la emisora, hay un pequeño fragmento radial narrado por el locutor Tom Monasterios que va de frente abiertamente contra el gobierno denunciando corrupción, despilfarro e incapacidad, por lo que se cree fue el motivo detonante para que CONATEL, actuando por orden del gobierno, tomase la decisión final de no renovar la concesión y exigir a la emisora el cese de transmisión. 
En el momento del cese de operaciones, ya otra empresa tenía el permiso para operar por este dial o por la frecuencia de 92.9 FM MHz siendo así, casi inmediata la sustitución de la transmisión por la otra señal, la cual seria perteneciente a la Fundación Corazón Llanero. En abril de 2022, fue relanzada bajo el nombre de ShowVen FM.
El 18 de julio de 2024, la Sala Político Administrativa del Tribunal Supremo de Justicia emitió la sentencia n.º 501 que declaró sin lugar el recurso que el grupo 1BC interpuso en 2013 contra un fallo dictado por el Juzgado Nacional Primero Contencioso Administrativo de la Región Capital, que meses antes había desechado una demanda de nulidad contra la sanción impuesta por el directorio de Conatel.

## Programación Radial
La 92.9 FM se caracterizó por ser una emisora que no solo se enfocaba en transmitir música, sino que era una emisora radial con alto contenido programático. Un sinfín de programas: participativos, musicales, cultural, humorísticos, opinión, educación, reflexión y de entretenimiento formaron la grilla de contenido diario de esta emisora. 
Este dial caraqueño durante su periodo al aire (28 años) se mantuvo con una misma tendencia en estilo a diferencia de otras emisoras que teniendo el mismo dueño si renovaron su estilo radicalmente. 
Entre semana los programas más populares eran “El monstruo de la mañana” que iniciaba el día del radioescucha intentando impregnar mucho humor y energía, “El último round” que cerraba la tarde tratando de mantener los ánimos altos a estas horas del día, “Rockadencia”, “La hora del Gato” , “El show de la gente bella” complementando todo el horario nocturno. Los fines de semana estaban en popularidad “Radio Tubo”, “La música que sacudió y sacude al mundo” y "Club Mix". 
Cada uno de estos programas se consideran iconos para la historia de la radiodifusión en Venezuela por su estilo radial único apegado fielmente a la tradición de la verdadera radio. 
- El Monstruo de la Mañana, programa de humor, participación, entrevistas, información, música y concursos.  En principio su horario fue desde las 06:00 AM hasta las 10:00 AM, luego la emisora modificó el tiempo de duración al aire en 1997 dejándolo desde las 06:00 AM hasta las 09:00 AM. El Monstruo de la Mañana fue creado casi en su totalidad por Luis Chataing junto a Ana María Simón en 1995, tomando contenido de otros programas que ya Luis había realizado en radio, como "Tarde o Temprano" y copiando algunas partes del programa que antes salía en el mismo horario por la misma emisora llamado el "Zoológico", donde Luis Chataing tenía algunos segmentos que sumo al Monstruo de la Mañana. [10] Inicialmente las voces del programa eran las del mismo Luis Chataing, con un hablar rápido que cautivaba y llenaba de energía y la voz de Ana María Simón desde la móvil (vehículo que transmite por ondas microondas a la emisora), luego de Ana María Simón apareció la voz de Anabelle Blum como compañera temporal de Luis en las Mañanas. Pronto seria Erika de la Vega quien vendría a ser la compañera de Luis Chataing convirtiéndose en la dupla perfecta para este programa, lo que catapulto a ambos a una fama nacional más allá de lo que venían haciendo en radio.[11] En el monstruo, también participaba, Rocco Remo Flacco (Astrologo), Noliyu Rogriguez, Vanessa Achila que eran los responsables de todo el contenido de sus segmentos. Erika dejó el programa en 1999 pero no hubo tiempo para una nueva compañera o voz femenina ya que al poco tiempo Luis Chataing decidió también que se iría de la emisora, lo que causó un proceso legal entre él y la empresa 92.9 FM, porque este tenía un contrato firmado con ese dial. También hubo problemas con el programa El Monstruo de la Mañana pues, Chataing, creador y moderador del mismo quería llevárselo a otra emisora, sin embargo, luego de todo un proceso tribunal la emisora 92.9 FM se quedó con los derechos de El Monstruo de la Mañana. Ahí en ese momento el programa paso a ser moderado por Kike Vallés, cosa que molesto un poco a la audiencia de aquel momento que oía el programa porque le gustaba como lo hacía Luis, pero que no impacto mucho en otros radio-escuchas que se habían casado más con el estilo del programa, con sus segmentos que con la moderación de Luis. El programa quedó entonces manos de Kike Vallés en junio de 1999, Noliyu Rodríguez y Vanessa Archila. En el 2009 Kike Vallés deja el programa y este pasa a estar en Manos de Gonzalo Grooscors y Noliyu Rodríguez. Más tarde la voz de Ronald Van der Monty se suma como parte del elenco en las mañanas. Luego nuevos cambios, los últimos antes del cierre, para sumar a la lista de moderadores tres nuevas voces al programa, las de Falco Antonio, Juliette Pardau y Tom Monasterios, este último formó siempre parte del equipo productivo de El Monstruo de la Mañana desde 1997. En total fueron cuatro etapas las que tuvo el monstruo de la mañana.

- El Último Round con CC Limardo, Nelson Matamoros, Alejandro Rebolledo, Enrique Lazo, Ana María Simón, Erika de la Vega y Pericles Sánchez, cada uno en diferentes épocas fue un programa vespertino por excelencia de la juventud y adulto joven caraqueño de los noventa y la primera década del 2000. Fue un programa radial musical de opinión, información y participación telefónica del público, transmitido en la hora fuerte del tránsito caraqueño, entre las 05:00 p. m. y las 08:00 p. m. y, que a pesar de que no informaba sobre el tránsito como lo hacían otras emisoras en ese horario, siempre trataban de llevar buen humor y un ambiente ameno a esta hora agotadora del día del tránsito caraqueño.[12]

- Rockadenxia (Rocadencia) programa cultural sobre el género del rock, conducido y creado originalmente por Fernando Ces y Guillermo Zambrano donde durante una hora continua se transmitía todo tipo de rock, tanto nacional como latino, anglosajón y europeo, era muy conocido y único programa de Rock en las emisoras de radio de Caracas transmitido desde las 08:00 p. m. hasta las 09:00 p. m. para más tarde en sus últimos años estar en el horario de las 09:00 p. m. hasta las 10:00 p. m.. Este programa desde 1991 estuvo al aire con la emisora hasta su cese de transmisiones en el año 2017 y contó también en parte de su trayectoria de más de 25 años con la presencia frente a sus micrófonos de Andres Kerese, Luis Alfredo Hernández (Gofedeco) y Miguel Carrasco (Chakal).[13]

- La hora del gato con el locutor Guillermo T. Tell, un programa muy juvenil con humor, micro novelas, participación radial y música del momento transmitido desde las 09:00 p. m. hasta las 11:00 p. m.. Fue transmitido desde 1994 hasta 1997.

- El Show de la Gente Bella programa multi-variado, cultural, humorístico y de participación. Fue creado y presentado por Tom Monasterios, Roberto Echeto, Argelia Guaitero, Fermín Cimadevilla, José Luis Pardo, Enrique Enríquez, Sergio Márquez, Joaquín Ortega, a lo que más tarde aparecería Mariela Celis ante la no continuación de Argelia Guaitero. Todos ellos llenaron de humor irreverente, cultura y entretenimiento, las noches caraqueñas. Transmitido desde las 11:00 p. m. hasta las 01:00 a. m. lo que permitía una mayor capacidad al uso de palabras fuertes y estilo desvergonzado, luego dado su éxito desplazo La hora del gato para adueñarse de su horario de 09:00 p. m. a 11:00 p. m. reduciendo un poco su estilo audaz centrándose más en el humor participativo y negro.

- Radio Tubo un programa de entretenimiento musical donde se transmitía música continua con algo de opinión e información del mundo musical y de la farándula con el estilo rebelde e irreverente que caracterizaba la emisora. Estaba conducido por Celso Pineda.
- Secuencia2 (Secuenciados) era un programa netamente musical pero con contenido informativo y humorístico de sus moderadores, era conducido por Maga Flores y Ángel Arias y se transmitía todas las tardes desde las 01:00 p. m. hasta las 03:00 p. m.. Fue transmitido durante la última década de la emisora y era uno de los programas más escuchados de la 92.9 FM en sus últimos años.
- El Backstage de 92.9 era un programa netamente musical conducido por Gabriel Izquiero y Julio Cedillo, transmitido todos los sábados y domingos, desde las 02:00 p. m. hasta las 03:00 p. m. el cual tenía como función presentar por radio el nacimiento de todas esas bandas emergentes de esa manera promoviendo todo el talento nacional en materia musical.

- Resorte era un programa netamente musical a cargo de cuatro locutores, cada uno conduciendo por etapas los segmentos del programa llamado Lado A y otro Lado B. Se transmitía en horas de la tarde y principalmente la función del programa era colocar música continua. Durante un determinado espacio se llamaba Resorte Lado A, luego lo que restaba del programa era llamado Resorte Lado B, un poco copiando el estilo de los casetes de cinta magnética que tenía un lado A y un lado B.

- La música que sacudió y sacude al mundo programa cultural musical, considerado un clásico en la programación de la radio y la televisión venezolana por su larga data y duración al aire, siempre fue moderado por el fallecido locutor y músico Alfredo Escalante. Fue un programa de historia musical de los últimos 60 años del siglo XX, con temas internacionales clásicos de agrupaciones o solistas como The Beatles, The Rolling Stones, Elvis Presley, Queen, entre otros de talla internacional, también había información y contenido nacional de agrupaciones conocidas y no tan conocidas. El programa narraba el origen de las bandas, anécdotas, entrevistas importantes, eventos importantes, conflictos, sucesos, motivos de la disolución de bandas, anécdota personal del artista, entre otro tipo de información relevante del mundo musical y sus agrupaciones. Fue transmitido desde 1989 por la emisora 92.9 FM de Caracas, cada domingo por 3 horas continuas a partir de las 09:00 p. m.. La historia de este programa se originó en los años 70 siendo transmitido en su primera temporada por la única FM que tenía Venezuela en aquella época, la Emisora cultural de Caracas, en un momento donde el Rock y los prejuicios hacia este ritmo eran más fuertes que hoy en día, lo que generaba que el moderador Alfredo Escalante tenga cierta aceptación y a su vez rechazo. Este rechazo causó el cese de su programa luego de ser conocido. Aun así regresó a la emisora poco tiempo después pero en 1979 un productor de televisión llamado Sergio Sierra lo invitó a trabajar en la televisión Venezolana, en el canal 5 TVN con un programa llamado "Síntesis" a lo que Alfredo Escalante acepto, dando así su primer paso en la TV nacional, al poco tiempo, estando en TV decidió colocar al aire nuevamente su programa. El programa paso por varios canales del estado Venezolano, como por el extinto canal 5, la Televisora Nacional de Venezuela TVN y Venezolana de Televisión canal 8. El 4 de mayo de 1988, Radio Caracas Radio 750 AM decide colocar este programa en su grilla de programación y de ahí en adelante estaría al aire hasta el fallecimiento de su moderador en 2016.  En 1989 con el nacimiento de la 92.9 FM, emisora hermana de RCR 750 AM el programa pasa a ser transmitido por esta emisora. El programa casi nunca sufrió modificación en su estilo, su moderador lo que hizo al llevarlo a la 92.9 FM fue una adaptación y modernización radial para poderla transmitir por el dial hacia su nuevo público. El éxito en principio del programa radicaba en que Alfredo Escalante quizás era el único que hablaba de Rock por Radio y Televisión en Venezuela. Luego en 92.9 FM su éxito estaba en la gran cantidad de información cultural musical que el moderador poseía.[14]

- Club Mix fue un programa de entretenimiento radial creado y presentado por el Dj Tony Escobar con su famoso grito is ninety-two point nine FM Cluuuub Mix. Este programa era de música continua creada en vivo al propio estilo del DJ, todos los sábados desde las 10:00 p. m. hasta el domingo a las 01:00 a. m..[15]

- Radio Pirata Programa cultural musical sobre géneros musicales del momento en la juventud de los 90, Ska, Reggae, Rock. Era conducido por Horacio Blanco y Caplís Chacín[16] ambos miembros de la agrupación venezolana de Ska Desorden Público.[17]

- Piel Adentro, programa cultural muy conocido y escuchado en la primera década de los 2000, era un programa de educación sexual dirigida a adolescentes y no tan adolescentes, donde por medio de llamadas las personas consultaban sus dudas a un sexólogo que hacia parte del grupo de conductores del programa, también se enseñaba cuidados y precauciones sobre enfermedades de transmisión sexual y prevención a embarazos no deseados.[18]

- El Bola Jala: fue un programa de música netamente venezolana que apareció como idea para cumplir la nueva legislación vigente en el país desde el año 2000, la Ley RESORTE, que regula los medios de comunicación y entre otras cosas, obliga a que todas las emisoras de radio coloquen un mínimo obligado de temas musicales de ritmos venezolanos componentes del folclore. La emisora para no perder su estilo rebelde y muy humorístico logró conseguir dentro del repertorio folclórico musical venezolano, temas en los que su letra contengan algo de contenido humorístico para ser estos los temas seleccionados a emitir. Como la ley obligaba un mínimo de tiempo obligatorio diario, nació la idea de crear un programa radial diario llamado "El bola jala" pues en el repertorio musical Venezolano existe una canción llamada "El Jalabolas" que sería la canción icono del programa, y bien que se sabe que la palabra como tal es un doble sentido en la jerga nacional (jalabolas es una persona servil y zalamera), no representa legalmente una grosería por lo que podía ser transmitido. El programa contaba con sketches entre cada canción que narraban las anécdotas de un patrón y dos empleados un poco "Jalabolas", pero siempre se percibía en los sketches algo de contenido político que hacía referencia a que el patrón de autoridad excesiva tenía similitudes a los gobernantes del país y los empleados “jalabolas” zalameros, un poco sumisos ante tal autoridad podía ser visto como parte del pueblo.

- La Jalada de Cables: era una especie de programación festejo que se hacía durante una semana al año, en el mes de julio exactamente, como celebración porque la emisora cumplía un año más. En esta fecha y durante esa semana completa todos los programas tradicionales de la emisora cambiaban de horario, pudiendo oírse el Monstruo de la mañana a las 09:00 p. m., o el Show de la gente bella a las 06:00 a. m., lo que generaba una especie de publicidad a la propia emisora pues atraía nuevo público al ser transmitido en otro horario, la idea era que durante esa semana el programa nunca sea transmitido en su horario tradicional pero en horarios distintos. Cada día, durante esa semana, la organización programática cambiaba, el lunes un programa que salió a las 06 a. m. no podía repetir ese horario, el martes debía salir en otro horario. También en esta semana se daba la oportunidad a proyectos radiales pilotos en su mayoría conformados por productores, asistentes o colaboradores como por ejemplo: Vanessa Archila y Noliyú Rodriguez (Tiempo de Cuaimas) o Elene e Igone Quintana (Boconas) de salir al aire en los horarios importantes para testar su aceptación al público. Adicional, también en esta semana la emisora generaba gran festejo en la ciudad con conciertos conocidos como la Octavita de Caracas, la novena de Caracas o eventos participativos como los Diex de Caracas y las campañas con las famosas calcomanías de la emisora que cada año eran esperadas por todos los oyentes.

- Fashionistas , fue un magazine radial transmitido de lunes a viernes de 10 a 11 de la mañana, conducido por Valeria Valle. La programación estaba dirigida a aquellos oyentes que querían estar actualizados acerca de lo más In en belleza, estilo, moda, salud, tecnología, música, lanzamientos, gastronomía, arte y todo lo que se lleve, use o suene.
- La garganta radioactiva. La emisora desde el año de 1994 empleó un mecanismo para captar jóvenes talentos, a personas quizás sin toda la orientación necesaria para ese momento, para así formarlo en la propia emisora como futuro talento radial. Esto era por medio de un concurso llamado “La Garganta Radioactiva” en el cual la emisora hacia un llamado vía publicidad radial a todo el que sienta el gusto por la radio y desee aspirar en ser locutor de la emisora para que se inscriba en el concurso y participe en el casting radial en vivo, donde era el público que luego con votos decidía que voz consideraba mejor. En el primer llamado hecho, en 1994 participaron más de 1200 personas. El aspirante era llamado por la emisora para que asista por un día, donde estaría al lado de un locutor de algún programa participativo, por ejemplo, el monstruo de la mañana. Este ahí debía mostrar sus talentos, participando en vivo con el locutor. Si el desenvolvimiento del mismo era bueno, tenía buena voz, se expresaba bien y con soltura podía ser uno de los seleccionados o definitivo ganador. La gente llamaba votando a favor de un locutor y otro locutor, y luego la emisora decidía en base a los votos y el talento demostrado quien seria el nuevo locutor de la Garganta Radioactiva. Esto se realizó muchas veces y bastante talento se impulso por esta vía. El primer ganador fue el periodista Manuel Sáinz Llamas,[19] quien luego pasó a ser locutor y, más adelante, coordinador de producción.